# Lieder eines fahrenden Gesellen
Chants d'un compagnon errant

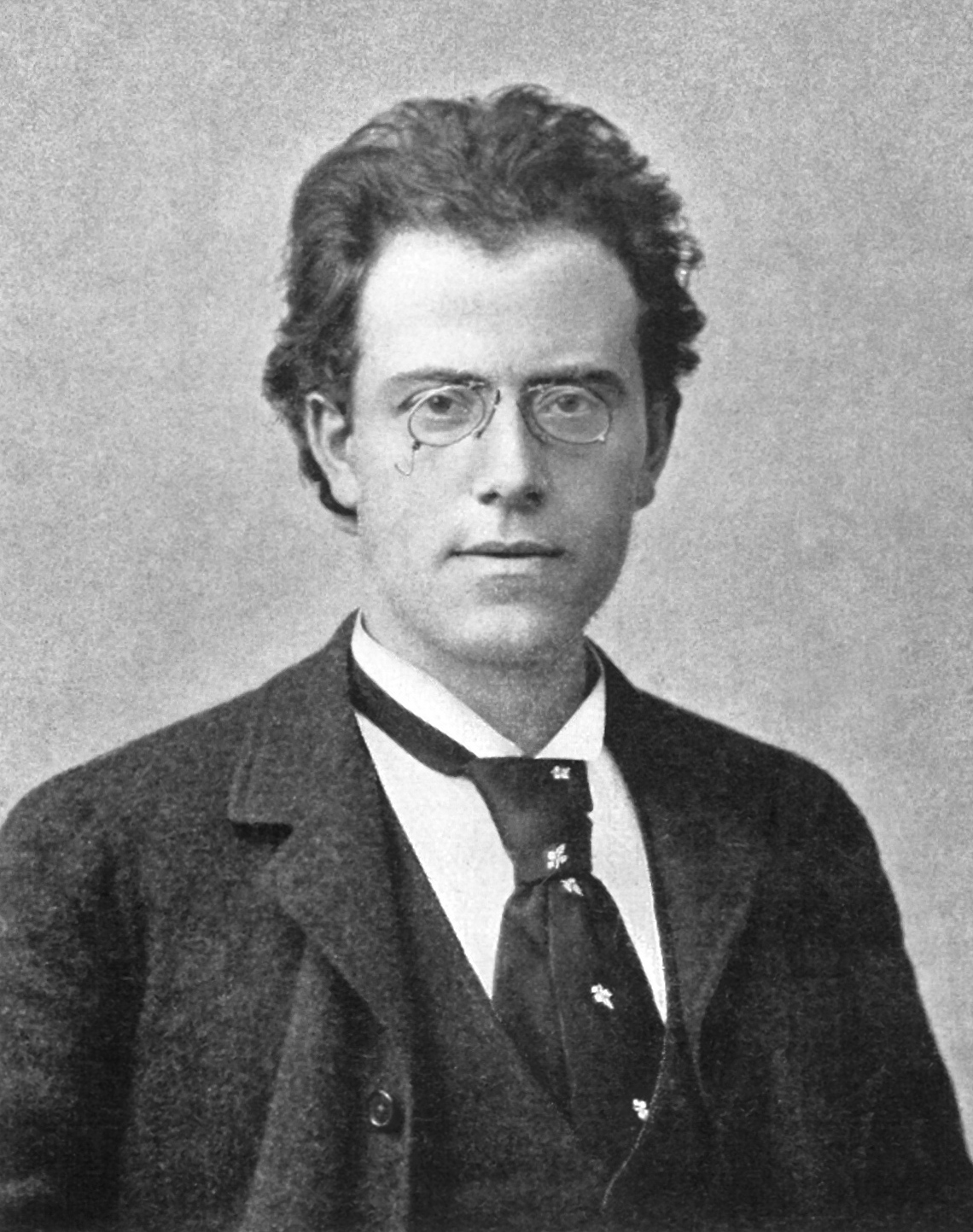
Gustav Mahler en 1892.

Les Lieder eines fahrenden Gesellen (en français Chants d'un compagnon errant) sont un cycle de quatre chants composés par Gustav Mahler. La première audition complète eut lieu à la suite de la révision de 1896 mais la composition des chants remonte au milieu des années 1880.
Les quatre chants se présentent selon l'ordre suivant :
1. Wenn mein Schatz Hochzeit macht
2. Ging heut' morgen über's Feld
3. Ich hab' ein glühend Messer
4. Die zwei blauen Augen von meinem Schatz

## Fiche technique
- Titre : Lieder eines fahrenden Gesellen
- Composition:
- Durée : 19 minutes environ
- Création :
  - Le deuxième chant : 18 avril 1886 par Betti Frank accompagnée de Mahler au piano
  - Les quatre chants : 16 mars 1896 par Anton Sistermans accompagné de l'Orchestre Philharmonique de Berlin, dirigé par Mahler
- Publication : version pour voix et piano et version pour voix et orchestre en 1897 chez Weinberger
  - Les deux versions diffèrent en de nombreux endroits l'une de l'autre.

### Orchestration
Piccolo, 2 flûtes, 2 hautbois, 2 clarinettes, clarinette basse, 2 bassons, 4 cors, 2 trompettes, 2 trombones, tuba basse, timbales, percussions (grosse caisse, cymbales, triangle, glockenspiel, tam-tam), harpe, cordes, voix chantée : baryton.

## Histoire

### Composition
Alors que le texte du premier poème est tiré du recueil Des Knaben Wunderhorn, les trois suivants sont de la main de Mahler. Le thème de ces poèmes figure parmi les favoris du romantisme allemand : « celui du héros déçu, victime innocente de la destinée, qui erre sans but et recherche au loin l'apaisement de ses peines ».

### Création et réception
Ging heut' morgen über's Feld fut créé par Betti Frank, avec Mahler au piano, lors d'un concert de bienfaisance le 18 avril 1886 au Grand Hôtel de Prague. La critique en fut particulièrement élogieuse. Par contre, le cycle complet ne fut créé que dix ans plus tard, le 16 mars 1896, à Berlin, dans sa version orchestrale. Anton Sistermans était alors accompagné de l'Orchestre philharmonique de Berlin sous la direction de Mahler.

## Analyse

### Wenn mein Schatz Hochzeit macht
(Quand ma bien-aimée aura ses noces)
| Texte original Wenn mein Schatz Hochzeit macht, Fröhliche Hochzeit macht, Hab' ich meinen traurigen Tag! Geh' ich in mein Kämmerlein, Dunkles Kämmerlein, Weine, wein' um meinen Schatz, Um meinen lieben Schatz! Blümlein blau! Verdorre nicht! Vöglein süß! Du singst auf grüner Heide Ach, wie ist die Welt so schön! Ziküth! Ziküth! Singet nicht! Blühet nicht! Lenz ist ja vorbei! Alles Singen ist nun aus! Des Abends, wenn ich schlafen geh', Denk'ich an mein Leide! An mein Leide! | Traduction française Quand ma bien-aimée aura ses noces, Ses noces joyeuses, J'aurai mon jour de chagrin ! J'irai dans ma petite chambre, Ma petite chambre sombre ! Je pleurerai sur ma bien-aimée, Sur ma chère bien-aimée ! Petite fleur bleue ! Ne te dessèche pas ! Gentil petit oiseau ! Tu chantes au-dessus du pré vert. Ah, que le monde est beau ! Cui-cui ! Cui-cui ! Ne chantez pas ! Ne fleurissez pas ! Le printemps est fini ! Tous les chants sont terminés maintenant ! La nuit quand je vais dormir, Je pense à mon chagrin, À mon chagrin ! |

### Ging heut' morgen über's Feld
(Ce matin, j'ai marché à travers les champs)
Le lied est réutilisé dans le premier mouvement (Langsam) de sa Première Symphonie à l'image du travail fait dans le troisième mouvement (In ruhig fließender Bewegung) de la Seconde Symphonie avec le prêche de Saint-Antoine aux poissons.
| Texte original Ging heut' Morgen über's Feld, Tau noch auf den Gräsern hing; Sprach zu mir der lust'ge Fink: "Ei du! Gelt? Guten Morgen! Ei gelt? Du! Wird's nicht eine schöne Welt? Zink! Zink! Schön und flink! Wie mir doch die Welt gefällt!" Auch die Glockenblum' am Feld Hat mir lustig, guter Ding', Mit den Glöckchen, klinge, kling, Ihren Morgengruß geschellt: "Wird's nicht eine schöne Welt? Kling, kling! Schönes Ding! Wie mir doch die Welt gefällt! Heia!" Und da fing im Sonnenschein Gleich die Welt zu funkeln an; Alles Ton und Farbe gewann Im Sonnenschein! Blum' und Vogel, groß und Klein! "Guten Tag, ist's nicht eine schöne Welt? Ei du, gelt? Schöne Welt!" Nun fängt auch mein Glück wohl an? Nein, nein, das ich mein', Mir nimmer blühen kann! | Traduction française Ce matin, j'ai marché à travers les champs, La rosée était encore accrochée à l'herbe ; Le joyeux pinson me parlait : "Eh, toi ! N'est-ce pas ? Quel beau matin ! N'est-ce pas ? Toi ! Le monde ne sera-t-il pas beau ? Cui-cui ! Beau et vif ! Comme le monde me plaît !" Et dans le champ les campanules gaiement, ding-ding, m'ont carillonné avec leurs clochettes leur bonjour : "Le monde ne sera-t-il pas beau ? Ding-ding ! Il sera beau ! Comme le monde me plaît ! Holà !" Et alors, dans l'éclat du soleil, le monde commença soudain à briller ; tout a gagné son et couleur dans l'éclat du soleil ! Fleur et oiseau, petit et grand ! "Bonjour, le monde n'est-il pas beau ? Eh, toi ! N'est-ce pas ? Un beau monde !" Mon bonheur commencera-t-il maintenant aussi ? Non, non, ce à quoi je pense Ne fleurira jamais ! |

### Ich hab' ein glühend Messer
(J'ai un couteau à la lame brûlante)
| Texte original Ich hab' ein glühend Messer, Ein Messer in meiner Brust, O weh! Das schneid't so tief in jede Freud' und jede Lust. Ach, was ist das für ein böser Gast! Nimmer hält er Ruh', nimmer hält er Rast, Nicht bei Tag, noch bei Nacht, wenn ich schlief! O weh! Wenn ich den Himmel seh', Seh' ich zwei blaue Augen stehn! O weh! Wenn ich im gelben Felde geh', Seh' ich von fern das blonde Haar Im Winde weh'n! O weh! Wenn ich aus dem Traum auffahr' Und höre klingen ihr silbern Lachen, O weh! Ich wollt', ich läg auf der Schwarzen Bahr', Könnt' nimmer die Augen aufmachen! | Traduction française J'ai un couteau à la lame brûlante, Un couteau dans ma poitrine. Hélas ! Il s'enfonce si profond dans toute joie et tout plaisir. Ah, quel hôte terrible il est ! Jamais il ne se repose, jamais il ne fait de pause, Ni le jour, ni la nuit, quand je voudrais dormir. Hélas ! Quand je regarde vers le ciel, je vois deux yeux bleus ! Hélas ! Quand je marche dans le champ doré, je vois au loin ses cheveux blonds flottant dans le vent ! Hélas ! Quand je me réveille d'un rêve et que j'entends son rire argenté sonner, Hélas ! Je voudrais être allongé sur le catafalque noir, et ne jamais, jamais rouvrir les yeux ! |

### Die zwei blauen Augen von meinem Schatz
(Les deux yeux bleus de ma bien-aimée)
Ce lied est également réutilisé dans le troisième mouvement (Feierlich und gemessen, ohne zu schleppen) de la Première Symphonie.
| Texte original Die zwei blauen Augen von meinem Schatz, Die haben mich in die weite Welt geschickt. Da mußt ich Abschied nehmen vom allerliebsten Platz! O Augen blau, warum habt ihr mich angeblickt? Nun hab' ich ewig Leid und Grämen! Ich bin ausgegangen in stiller Nacht wohl über die dunkle Heide. Hat mir niemand Ade gesagt Ade! Mein Gesell' war Lieb und Leide! Auf der Straße steht ein Lindenbaum, Da hab' ich zum ersten Mal im Schlaf geruht! Unter dem Lindenbaum, Der hat seine Blüten über mich geschneit, Da wußt' ich nicht, wie das Leben tut, War alles, alles wieder gut! Alles! Alles, Lieb und Leid Und Welt und Traum! | Traduction française Les deux yeux bleus de ma bien-aimée m'ont envoyé dans le vaste monde. Alors je dois dire adieu à cet endroit très cher. Oh, yeux bleus ! Pourquoi m'avez-vous regardé ? Maintenant j'ai un chagrin et une douleur éternels ! Je suis parti dans la nuit tranquille, à travers la lande sombre. Personne ne m'a dit adieu. Adieu ! Mes compagnons étaient l'amour et le chagrin. Sur la route se tenait un tilleul, Et là pour la première fois j'ai dormi. Sous le tilleul, Qui faisait tomber sur moi ses fleurs comme de la neige, Je ne savais pas ce que la vie fait, Et tout, tout, s'est arrangé ! Tout, tout ! Amour et chagrin, Et le monde et le rêve ! |

## Discographie sélective
- Dietrich Fischer-Dieskau avec l'Orchestre de la Radio de Cologne dirigé par Otto Ackermann, 1954
- Kirsten Flagstad avec l'Orchestre philharmonique de Vienne dirigé par Adrian Boult, 1957
- Brigitte Fassbaender avec l'Orchestre Philharmonia dirigé par Giuseppe Sinopoli, 1986
- Brigitte Fassbaender avec le Deutsches Symphonie-Orchester Berlin dirigé par Riccardo Chailly, 1989
- Thomas Quasthoff avec l'Orchestre philharmonique de Vienne dirigé par Pierre Boulez, 2003